# 卡特山脈
47°41′22.1″N 13°34′34.4″E / 47.689472°N 13.576222°E
卡特山脈（德語：Katergebirge），是奧地利的山脈，位於該國中部，由薩爾茨堡州負責管轄，橫跨巴特伊施尔、巴特戈伊瑟恩和沃爾夫岡湖，屬於薩爾茲卡默古特山脈的一部分，最高點海拔高度1,659米。